# Menhir II von Holsthum
Der Menhir II von Holsthum (auch als Menhir in der Gründelhecke bezeichnet) ist ein Menhir bei Holsthum im Eifelkreis Bitburg-Prüm in Rheinland-Pfalz.

## Geographische Lage
Der Menhir befindet sich am Rande eines Waldgebietes südlich von Holsthum sowie am nordöstlichen Ende des Ferschweiler-Plateaus. Der Standort liegt wenig östlich der Kreisstraße 19 und wenig nördlich der Gemarkungsgrenze zu Ferschweiler. Der Stein selbst steht auf einer relativ ebenen Fläche, jedoch in steilem Gelände. Der Menhir ist etwas schwierig zu finden, zumal sich in der Umgebung einige weitere Felsblöcke befinden.

## Beschreibung
Der Menhir weist eine unregelmäßige, sich nach oben verjüngende Form auf. Auffallend und anders als bei den anderen Menhiren auf dem Ferschweiler-Plateau ist, dass der Stein nicht in den Boden eingelassen wurde, sondern auf einer Steinplatte aufgestellt wurde. Das Material ist Liassandstein und die Maße belaufen sich auf eine Höhe von 235 cm, eine Breite von 140 cm sowie eine Tiefe von 150 cm. Zu den weiteren Merkmalen des Menhirs gehören ein eingeschliffenes Kreuz sowie mehrere Sprenglöcher.
Entdeckt wurde der Stein in den Jahren um 1960. 1962 fand eine erste Untersuchung des Menhirs statt und die erste nachgewiesene Erwähnung stammt aus dem Jahre 1965.

## Kritische Betrachtung
Die Deutung des Steins als Menhir ist seit der Entdeckung umstritten und bisher nicht abschließend geklärt. Gegen diese Deutung sprechen die Lage an einem Steilhang, die sehr untypisch ist, sowie die vielen weiteren Felsblöcke in der Umgebung. Diese weiteren Steine und die entdeckten Sprenglöcher lassen eher darauf schließen, dass es sich um einen Felsen aus einem ehemaligen Steinbruch handelt. Allerdings konnte keine der beiden Theorien bisher bewiesen werden.

## Einzelnachweis
1. 1 2 3  Johannes Groht: Menhire in Deutschland. S. 334.